# 어게인 마이 라이프
《어게인 마이 라이프》는 2022년 4월 8일부터 2022년 5월 28일까지 방송된 SBS 금토 드라마이다.

## 제작진

### 제작사
- 삼화네트웍스
- 크로스픽쳐스

### 제작
- 안제현(삼화네트웍스)
- 신상윤(삼화네트웍스)
- 김현우(크로스픽쳐스)

### 각색
- 이병헌: 영화 《냄새는 난다》(감독), 영화 《써니》(스크립터, 각색), 영화 《네버엔딩 스토리》(원안), 영화 《힘내세요, 병헌씨》(감독), 영화 《출출한 여자 - 2화 금기의 맛》(각본, 감독), 영화 《타짜: 신의 손》(각색), 《스물》(감독), 영화 《바람 바람 바람》(각색, 감독), 영화 《극한직업》(감독), 영화 《귀여운 남자》(각본), 영화《드림》(각본, 감독), 네이버TV캐스트 드라마 《먹는 존재》(출연), 네이버TV 드라마 《긍정이 체질》(연출), JTBC 금토 드라마 《멜로가 체질》(공동 집필, 공동 연출) 연출

### 음악
- 김종천: KBS 2TV 수목 드라마 《추노》, MBN 수목 드라마 《우아한 가》, KBS 2TV 주말 드라마 《오! 삼광빌라》, 채널A 월화 드라마 《쇼윈도: 여왕의 집》 참여

### 편집
- 김미경

### 무술
- 김민수: 서울액션스쿨 소속
- 이수민: 서울액션스쿨 소속

### 극본
- 제이 - 유정수 작가의 필명
- 김율 - 김유리 작가의 필명

### 연출
- 한철수 : MBC 소설 극장 《맏이》(공동연출), MBC 수목 드라마 《이브의 모든 것》(공동 연출), MBC·도쿄방송 합작 드라마 《프렌즈》(공동 연출), MBC 소설 극장 《그대 아직도 꿈꾸고 있는가》(공동 연출), MBC 소설 극장 《열정》(연출), MBC 주말 특별 기획 드라마 《9회말 2아웃》(연출), SBS 월화 드라마 《식객》(공동 연출), MBN 토일 드라마 《사랑도 돈이 되나요》(연출), JTBC 일일 드라마 《귀부인》(연출), MBC 토요 드라마 《마이 리틀 베이비》(연출), MBN 수목 드라마 《우아한 가》(연출) 연출
- 김용민

## 프로그램 소개
인생 2회차 검사인 주인공 김희우(이준기)가 절대 악 조태섭(이경영)을 응징하는 내용의 판타지 액션 드라마

## 등장 인물
- (†) 표시는 드라마 상에서 최종적으로 사망한 인물이다.

### 주요 인물
- 이준기: 김희우 역. 억울한 죽음을 당한 검사. 희아의 연인
- 이경영: 조태섭 역 †
- 김지은: 김희아 역 - 천하그룹 김건영의 딸, 희우의 연인
- 정상훈: 이민수 역 - 희우의 법학과 선배이자 친구

### 검찰청 사람들
- 최광일: 김석훈 역 - 중앙지검의 검사장. 한미의 아버지
- 홍비라: 김규리 역 - 희우의 고교동창이자 한국대 법학과 동기
- 김형묵: 장일현 역 - 중앙지검의 부장검사
- 나인규: 오민국 역 - 김산지청의 사무관
- 김철기: 전석규 역 - 강원도로 좌천된 검사로, 후에 중앙지검의 부장검사가 됨
- 김영조: 지성호 역 - 전석규의 후배 검사
- 김진우: 최강진 역 - 중앙지검의 검사
- 이경민: 구승혁 역 - 희우와 연수원 동기인 검사

### 희우의 사람들
- 김재경: 김한미 역 - 김석훈의 혼외자
- 박철민: 김찬성 역 - 희우의 아버지이자 미옥의 남편
- 김희정: 이미옥 역 - 희우의 어머니이자 찬성의 아내
- 지찬: 박상만 역 - 희우의 조력자이자 해커
- 주우: 강성재 역 - 격투기 선수
- 이재우: 강민석 역 - KMS 로펌 대표 변호사
- 최민: 이연석 역 - 희우의 조력자
- 이순재: 우용수 역 - 부동산 경매의 살아있는 전설, 희우의 재테크 스승
- 유동근: 황진용 역 - 국회의원이자 태섭의 라이벌

### 조태섭의 사람들
- 차주영: 한지현 역 - 조태섭이 가는 곳이라면 어디든 함께하는 묘령의 여인
- 전국환: 김건영 역 † - 천하그룹의 회장이자, 희아의 아버지
- 김영훈: 김진우 역 † - 태섭의 오랜 심복이자 보좌관
- 현우성: 닥터 K 역 - 조태섭의 뒷일을 몰래 처리해 주는 의문의 남자
- 현봉식: 박대호 역 - 조태섭의 자금책

### 그 외 인물
- 전승빈: 김용준 역 - 김건영 회장의 첫째 아들이자 희아의 오빠. 천하전자 임원
- 조성원: 박진혁 역 - 희아의 경호원
- 류진: 허재근 역 - 대통령
- 박재완: 대통령 비서실장 역
- 손경원: 대한당 원내대표 역
- 미상: 경전실장 역 - 천하그룹 경전실장
- 정성운: 조현석 역 - 조태섭의 아들이자 국회의원
- 한담희: 저승사자 역
- 권도균: 임종일 역
- 최동구: 이태훈 역
- 미상: 마용석 역
- 정대로: 강종욱 역
- 미상: 강민경 역 - 강민석의 동생이자 김희우가 다녔던 재수학원의 강사
- 이지현: 서실장 역 - KMS 로펌 비서실장
- 이도겸: 박승환 역 - 희우의 한국대 법학과 동기
- 한기찬: 김영일 역 - 김석훈의 아들이자 김한미의 이복남매
- 김도경: 문성환 역 - 어플 개발자,민수의 의대 동기
- 박완규: 김찬일 역
- 박동석: 시장 역 - 김산시장
- 변주현: 경찰서장 역 - 김산경찰서장
- 구욱청: 국회의원 역 - 김산시 국회의원
- 이설구: 문구준 역 - 유채파 두목
- 이성우: 매니저 역 - 유채파 불법도박장 매니저
- 권용덕: 채현종 역 - 유채파의 일원
- 주새벽: 도아진 역 - 유채파 불법도박장의 딜러이자 도창수의 딸
- 김일우: 도창수 역 - 도아진의 아버지이자 도박 중독자
- 미상: 마약 인신매매 사건의 범인 역
- 박나은: 성진미 역 - 국대예술재단 이사장
- 이지안: 조윤아 역 † - 영화 배우
- 김종구: 전일보 역 - 미래자동차 사장
- 허현도: 이주석 역 - 한국대 의대생으로, 김선희 살인사건의 최초 신고자이자 유력한 용의자
- 조유신
- 서벽준: 연쇄살인범 역 - 김선희 살인사건의 진범
- 미상: 의대생 역
- 박해인: 황제희 역 - 황진용의 딸
- 미상: 김석훈의 아내 역
- 한동균: 김용민 역 - 금감원장
- 이연두: 정세연 역 - 로비스트
- 미상: 박용호 역 - 빅타이거 아웃소싱 대표
- 박성균: 이창수 역 - 보이스피싱 모집책
- 최상아: 이창수의 아내 역

### 특별 출연
- 배종옥: 천호령 역 - 제왕그룹 회장(16회)
- 이규한: 차 변호사 역(16회)

## 시청률
최저 시청률과 최고 시청률은 시청률 조사회사와 지역별로 시청률에 차이가 있을 수 있습니다.
| 2022년 | 2022년   | 2022년         | 2022년       | 2022년 |
| 회차   | 방송일   | AGB 시청률     | AGB 시청률   |        |
| 회차   | 방송일   | 대한민국(전국) | 서울(수도권) |        |
| ------ | -------- | -------------- | ------------ | ------ |
| 제1회  | 4월 8일  | 5.8%           | 6.0%         |        |
| 제2회  | 4월 9일  | 6.4%           | 6.8%         |        |
| 제3회  | 4월 15일 | 8.1%           | 8.5%         |        |
| 제4회  | 4월 16일 | 7.0%           | 7.0%         |        |
| 제5회  | 4월 22일 | 9.7%           | 10.0%        |        |
| 제6회  | 4월 23일 | 8.5%           | 8.4%         |        |
| 제7회  | 4월 29일 | 9.6%           | 9.6%         |        |
| 제8회  | 4월 30일 | 8.6%           | 8.8%         |        |
| 제9회  | 5월 6일  | 10.1%          | 10.1%        |        |
| 제10회 | 5월 7일  | 9.6%           | 9.3%         |        |
| 제11회 | 5월 13일 | 10.7%          | 10.8%        |        |
| 제12회 | 5월 14일 | 9.5%           | 10.0%        |        |
| 제13회 | 5월 20일 | 11.0%          | 11.1%        |        |
| 제14회 | 5월 21일 | 9.9%           | 10.2%        |        |
| 제15회 | 5월 27일 | 12.0%          | 12.0%        |        |
| 제16회 | 5월 28일 | 10.5%          | 10.2%        |        |

## 수상 경력
- 2022년 SBS 연기대상 미니시리즈 판타지 드라마 부문 남자 최우수 연기상(이준기)
- 2022년 SBS 연기대상 미니시리즈 판타지 드라마 부문 여자 조연상(김재경)

## 참고 사항
- 2022년 4월부터 해당 방송사의 공급 방식 변경으로 본 작품부터 매주 금요일 방송 분이 10분 늦게 방송된다.
- 본 프로그램의 특징으로서 악의 정점에 선 흉악범들의 심리적 내면을 치열하게 들여다보는 프로파일러의 태동기를 극화한 논픽션 범죄 심리극으로 배경에 관심을 모았던 전작인 《악의 마음을 읽는 자들》과는 다르게 이해날 작가의 동명 인기 웹소설을 극화한 신개념 판타지 법정 드라마로 사회적 부조리에 대항하고 응징하는 히어로를 내세워 회귀와 빙의를 소재로 환생이라는 판타지적인 요소로 독창적인 세계관을 구축하여, 진정한 정의 사회를 실현하기 위한 희망을 보여주자는 취지로 기획한 것이다.[2][3]
- 이준기, 이순재, 박철민은 MBC 수목 드라마 《밤을 걷는 선비》, 영화 《화려한 휴가》에 이어 세 번째로 재회하여 캐스팅 되었다.
- 김지은, 이경영은 MBC 금토 드라마 《검은 태양》 이후 2년 만에 재회하여 캐스팅 되었다.
- 김형묵, 지찬은 SBS 금토 드라마 《열혈사제》 이후 3년 만에 재회하여 캐스팅 되었다.
- 김희정, 박철민은 영화 《채비》, KBS 2TV 월화 드라마 《학교 2017》, MBC 일일 드라마 《비밀과 거짓말》에 이어 네 번째로 재회하여 캐스팅 되었다.
- 배종옥, 이규한, 한철수 PD는 MBN 수목 드라마 《우아한 가》 이후 3년 만에 재회하여 합류하였다.[4]
- 이규한은 이민수 역으로 출연 예정이었지만 건강상의 문제로 하차했으며 정상훈이 해당 역할을 대신 맡게 되었다.[5]

## 같이 보기
- 대한민국의 텔레비전 드라마 목록 (ㅇ)
- 2022년 대한민국의 텔레비전 드라마 목록